# ژان دوبوفه
ژان دوبوفه (Jean Philippe Arthur Dubuffet) (ژوئیه ۱۹۰۱ – ۱۲ مه ۱۹۸۵) نقاش و مجسمه‌ساز فرانسوی یکی از هنرمندان برجسته نیمه دوم سده بیستم بود که به خاطر گریز از سنت رایج نقاشی و کشف مجدد و ایجاد راهی جدید در مواد و شیوه نقاشی مورد توجه قرار گرفته‌است. او تا ۴۰ سالگی به تجارت اشتغال داشت و سپس به نقاشی و مجسه‌سازی روی آورد.
او عبارت هنر خام را برای آفرینش‌های هنری افراد آموزش‌ندیده، کودکان و روان‌پریشان به‌کار می‌برد. دوبوفه معتقد بود این آثار «نمونه‌های راستین آفرینش انسانی» هستند. در واقع دوبوفه با طرح ایده منظره‌پردازی ذهنی، به دنبال طرح این دیدگاه بود که منظره‌پردازی تنها یادآوری عوارض یا پدیده‌های جغرافیایی نیست بلکه از حالات ذهنی انسان سخن می‌گوید و در صدد نشان دادن آنهاست بنابراین می‌توان در مناظر طبیعی، نقشی از انسان و متعلقات انسانی را دید. دوبوفه برای طرح این دیدگاه در ابتدا تلاش کرد از جریان رایج هنر در آن دوران خارج شود و خود را مطیع استتیک معمول نسازد و در این مسیر به هنر خام (At Brut)روی آورد. او همچنین در سال ۱۹۴۵ به سوئیس سفر کرد و با هنر بیماران روانی آشنا شد.

## زندگی‌نامه
دوبوفه در شهر لو آور چشم به دنیا گشود. خانواده ی او از عمده فروشان شراب بودند که به نوعی از طبقه ی بورژوازی به حساب می‌آمدند. در سال 1918 جهت مطالعه ی نقاشی در آکادمی ژولیان به پاریس نقل مکان کرد و از دوستان نزدیک خوان گری، آندری ماسون و فرنان لژه شد. پس از شش ماه آموزش آکادمی را ناخوش آیند یافت و آنجا را ترک کرد تا بتواند به‌طور مستقل مطالعه کند. در طی این دوران دوبوفه علایق دیگر از جمله موسیقی، شعر و مطالعه ی زبان‌های باستانی را نیز پرورش داد. وی همچنین به ایتالیا و برزیل سفر کرد و پس از بازگشت به لوآور در سال 1925، برای بار اول ازدواج کرد و در پاریس شروع به تجارت کوچک شراب کرد. در سال 1934 دوباره به نقاشی روی آورد و سری پرتره‌هایی ساخت که در آن‌ها به وقایع تاریخی هنر اشاره کرده بود. اما دوباره نقاشی را متوقف کرد و در دوران اشغال فرانسه توسط آلمان تجارت شراب را توسعه داد و با رساندن شراب به ارتش نازی سود زیادی به دست آورد.